# Manuel Román de Aulestia
Manuel Gabriel Román de Aulestia y Aulestia Cabeza de Vaca (Lima, 1718 - 1786), noble criollo y funcionario colonial en el Virreinato del Perú. III Marqués de Montealegre de Aulestia y rector de la Universidad de San Marcos

## Biografía
Sus padres fueron el limeño José Toribio Román de Aulestia y Gómez Boquete, II Marqués de Montealegre de Aulestia y la bonaerense Josefa Leonarda de Aulestia Cabeza de Vaca y Solares. Inició sus estudios en el Real Colegio de San Martín (1732), de donde pasó al Colegio Mayor de San Felipe y San Marcos (1743) y obtuvo el grado de doctor en Leyes en la Universidad de San Marcos.
Se desempeñó en las funciones de teniente coronel del Regimiento de la Nobleza y alguacil mayor del Tribunal del Santo Oficio. Se le otorgó el hábito de caballero de la Orden de Santiago. Fue elegido alcalde ordinario de Lima (1762) y finalmente rector sanmarquino (1765).
| Predecesor: Nicolás de Tagle Bracho    | Alcalde ordinario de Lima Segundo voto 1762 - 1763 | Sucesor: José Antonio Borda Orozco y Peralta |
| Predecesor: Jorge de Alvarado y Merino | Rector de la Universidad de San Marcos 1765 - 1768 | Sucesor: José Morales de Aramburú            |